# Метод плавного пуску свердловин
Метод плавного пуску свердловин (рос. метод плавного пуска скважин; англ. method of smooth start of a well, нім. Methode f der gleichmässigen Inproduktionsetzung der Sonde) — метод викликання припливу рідини у свердловину, яка експлуатує нестійкі колектори, технологічна суть якого полягає в тому, що депресія тиску на пласт створюється поступово (плавно) в часі, наприклад, шляхом застосування піни з різними ступенями аерації її. Це сприяє зменшенню піскування, тобто винесення піску із пласта у свердловину при порівняно високих дебітах.